# آی‌بک عبدالغفور
آی‌بک عبدالغفور (روسی: Ойбеk Abdugafforov؛ زادهٔ ۳۰ مارس ۱۹۹۵) بازیکن فوتبال است.
از باشگاه‌هایی که در آن بازی کرده‌است می‌توان به باشگاه فوتبال خجند اشاره کرد.
وی همچنین در تیم ملی فوتبال تاجیکستان بازی کرده‌است.